# Acidiella clotho
Acidiella clotho
 es una especie de insecto del género Acidiella de la familia Tephritidae del orden Diptera. 
Valery Korneyev la describió científicamente por primera vez en el año 1982.